# جيف ستورس
جيف ستورس (بالإنجليزية: Jeff Storrs)‏ هو لاعب كرة قدم أمريكي، ولد في 13 أبريل 1965 في الولايات المتحدة. لعب مع Seattle Storm (soccer) ‏.